# Daniel Barringer
Daniel Moreau Barringer, född den 25 maj 1860 i Raleigh, död den 30 november 1929, var en amerikansk geolog, framför allt ihågkommen som den förste som kunde påvisa existensen av en nedslagskrater på jorden, den krater som idag bär hans namn, Barringerkratern i Arizona.
Daniel Barringer utexaminerades vid universiteten i Princeton 1879 vid 19 års ålder och Pennsylvania 1882 (juridik), samt studerade geologi vid Harvard och Virginia. Tillsammans med några vänner köpte Barringer en guld- och silvergruva i Arizona 1892 och han upptäckte senare en silvergruva, två projekt som gjorde honom rik.
1902 fick Barringer höra talas om en krater med en diameter på 1,5 kilometer omkring 50 kilometer öster om Flagstaff, Arizona. Kratern, då kände som 'Coon Crater', hade undersökts av geologen Grove Karl Gilbert 1891 utifrån hypotesen att kratern måste ha orsakats av antingen en gasexplosion eller ett meteoritnedslag. Efter att ha undersökt kratern drog Gilbert dock slutsatsen att kratern inte kunde vara resultatet av ett nedslag, trots förekomsten av meteoritpartiklar i närheten av kratern.
Då Barringer fick höra talas om kratern blev han tvärtom övertygad om att den måste ha varit resultatet av en utomjordisk projektil. Barringer hade både den vetenskapliga kunskap och de finansiella möjligheter som krävdes för att exploatera kratern. Han grundade Standard Iron Company för att utvinna det järn han var övertygad fanns begravd under kraternsbotten. Standard Iron Company utförde flera provborrningar i och omkring kratern mellan 1903 och 1905 och kunde sedan dra slutsatsen att den orsakats av ett meteoritnedslag. Någon meteorit kunde man dock inte finna.
1906 presenterade Barringer och hans kompanjon, fysikern och matematikern Benjamin C. Tilghman, sina bevis för US Geological Survey och deras arbete publicerade sedan i Philadelphia-tidskriften Proceedings of the Academy of Natural Sciences.
Gruvdriften fortsatte i kratern fram till 1929 utan att man lyckades hitta den meteorit på tiotals miljoner ton som Barringer trodde fanns begravd under kratern. Vid denna tid gjorde astronomen Forest Ray Moulton beräkningar som visade att meteoriten måste ha förbrukat all sin energi vid nedslaget och med största sannolikhet evaporiserats. Barringer dog kort efter att ha läst om de övertygande argumenten för att något järn aldrig skulle hittas under kratern. Han hade då spenderat mer än 600 000 dollar på sitt projekt och nästan blivit ruinerad.
Vid sin död hade Barringer lyckats övertyga de flesta vetenskapsmän om sin meteoritteori och den har bekräftats av senare forskning, framför allt Eugene Shoemakers arbeten på 1960-talet.
Barringer fick åtta barn som grundade Barringer Crater Company, det företag som än idag äger den berömda kratern. 

## Utmärkelser
Nedslagskratern Barringer på månens baksida och asteroiden 3693 Barringer uppkallade efter honom.